# Музикален жанр
Музикалният жанр е конвенционална категория, която идентифицира някои музикални произведения като принадлежащи към споделена традиция или набор от конвенции. Музикалният жанр трябва да се разграничава от музикалната форма и музикалния стил, въпреки че на практика тези термини понякога се използват взаимозаменяемо. Музиката може да бъде разделена на жанрове по различни начини като популярна музика и художествена музика или религиозна музика и светска музика. Художествената природа на музиката означава, че тези класификации често са субективни и противоречиви и някои жанрове могат да се припокриват.

## Основни музикални жанрове
- Художествена музика
- Популярна музика
  - Поп музика
    - Фънк
    - Хип-хоп музика
    - Соул и ритъм енд блус

  - Рок музика
    - Пънк рок
    - Хевиметъл

  - Фолк музика
    - Кънтри
    - Латино музика
    - Реге
    - Полка

  - Електронна музика
    - Електронна денс музика

  - Джаз
- Религиозна музика
- Фолклорна музика